# BG Group
BG Group era una società britannica multinazionale con sede a Reading; che operava nel settore energetico, in particolare nell'estrazione e commercializzazione di petrolio e gas naturale. Aveva operazioni in 25 paesi, con una produzione di circa 680.000 boe al giorno.
L'8 aprile 2015 è stata acquisita da Shell per 70 miliardi di dollari.
Prima dell'acquisizione, era quotata alla Borsa di Londra, e faceva parte dell'indice FTSE 100.